# Acanthermia palearis
Acanthermia palearis är en fjärilsart som beskrevs av Hoffmann 1941. Acanthermia palearis ingår i släktet Acanthermia och familjen nattflyn. Inga underarter finns listade i Catalogue of Life.